# Badenkroon
Het grootkruis en het commandeurskruis van de Orde van Militaire Verdienste van Württemberg hadden van 1806 tot 1870 een merkwaardige, vijfpuntige Romeins aandoende gouden kroon, de "Badenkrone", of "Zackenkrone", alsverhoging. In 1879 kreeg ook het ridderkruis een dergelijke kroon. Op 25 september 1914 vervielen al deze kronen.
Deze Badenkrone zou volgens Nimmergut "volgens heraldische regels aanduiden dat zij aan een geslacht toebehoort dat al voor de 12e eeuw, in de voorheraldische periode, teruggaat". Andere oeradelijke geslachten voerden deze kroon desondanks niet. Carl Alexander v. Volborth noemt dezelfde kroon een "Heidenkron".